# Karbanjon
En karbanjon är en jon med en negativ laddning helt eller delvis utspridd på en kolatom.

## Struktur och stabilitet
En karbanjon med tre substituenter är tetraedral, men har så låg inversionsbarriär (cirka 4-10 kJ/mol) att den kan betraktas som plan.
Alla karbanjoner är baser, och många är nukleofiler. Hur reaktiva de är bestäms av flera faktorer, till exempel elektrondragande och -donerande substituenter, steriska faktorer och vad de har för motjon. Elektrondragande substituenter (karbonylgrupper, nitrogrupper, halogener, med mera) har en stabiliserande verkan då de bidrar till laddningsspridning.

## Framställning
Icke-stabiliserade karbanjoner kan framställas genom metallering av en haloalkan:
```
   R-X + 2 M → R-M + MX
```

Karbanjoner som är mindre basiska (till exempel acetylider) kan framställas i en jämviktsreaktion med ett ämne som är mer basiskt.
```
   R-H + B
-
 
⇌
 R
-
 + HB
```

## Reaktioner

### Bas
Karbanjoner som inte är stabiliserade tillhör de starkaste av de vanliga organkemiska baserna. Några vanliga föreningar är n-butyllitium, tert-butyllitium, metyllitium och fenyllitium. Dessa baser har viss nukleofil karaktär men används ofta för att framställa svagare, men mer steriskt hindrade baser, till exempel litiumdiisopropylamid.

### Nukleofil
Beroende på vilken motjon karbanjonen har kan den utföra olika nukleofila attacker, till exempel på karbonylkol, på haloalkaner och vid 1,4-addition.